# Земская почта Лебедянского уезда
Зе́мская по́чта Лебедя́нского уе́зда — земская почта, организованная земской управой Лебедянского уезда Тамбовской губернии. Земская почта Лебедянского уезда существовала с 1872 года. В уезде выпускались собственные земские почтовые марки.

## История почты
Лебедянская уездная земская почта была открыта 1 января 1872 года. В её задачи входила доставка служебной и частной корреспонденции из уездного центра г. Лебедяни в волостные управления..

## Выпуски марок
Земские почтовые марки выпускались прямоугольной и овальной формы и номиналом 5 копеек. До 1888 года на марках изображена надпись «Марка Лебедянской земской почты», впоследствии на марке изображен плывущий лебедь.
Всего было выпущено 19 видов марок (по каталогу Шмидта), которые выпускались до 1906 года. Известны также 3 вида земских облаток (по каталогу Трусова).

## Гашение марок
Марки гасились чернилами путём указания даты или перечеркиванием. Также использовались для гашения почтовые штемпеля овальной формы.